# 徳島県道248号奥野井阿波山川停車場線
徳島県道248号 奥野井阿波山川停車場線（とくしまけんどう248ごう おくのいあわやまかわていしゃじょうせん）は、徳島県吉野川市を通る一般県道である。

## 概要
吉野川市山川町奥野井から吉野川市山川町湯立に至る。高越山の山頂（ただし、県道指定は中腹付近から）から麓まで結ぶ。

### 路線データ
- 起点：吉野川市山川町奥野井
- 終点：吉野川市山川町湯立（山川町湯立交差点、国道192号交点）
- 総延長：10,967 m（旧道：1,769 m）[1]

## 歴史
- 1959年（昭和34年）1月31日 - それまでの奥野井湯立停車場線を変更、徳島県道132号奥野井阿波山川停車場線として認定。
- 1972年（昭和47年）3月10日 - 現在の路線番号で再認定。

## 路線状況

### 道路施設

#### 橋梁
- 高越大橋（川田川、吉野川市）

#### トンネル
- 奥野井トンネル：延長55 m、1989年（平成元年）竣工、吉野川市

## 地理

### 通過する自治体
- 徳島県
  - 吉野川市

### 交差する道路
| 交差する道路                           | 交差する場所 | 交差する場所            |
| -------------------------------------- | ------------ | ----------------------- |
| 国道193号 徳島県道253号山川海南線 重複 | 山川町津由谷 | [ 注釈 1 ]              |
| 国道192号                              | 山川町湯立   | 山川町湯立交差点 / 終点 |

### 沿線
- 高越山
- 高越寺
- 川田川
- ふいご温泉・こうつの里
- 徳島県立山川少年自然の家 - 2006年（平成18年）3月に閉鎖
- 船窪高原
- JR四国徳島線 阿波山川駅